# Sklené, Žďár nad Sázavou
Sklené là một làng thuộc huyện Žďár nad Sázavou, vùng Vysočina, Cộng hòa Séc.